# Helmut Fleischer
Helmut Fleischer (Sigmertshausen, 1964. március 20.  –) német nemzetközi labdarúgó-játékvezető. Polgári foglalkozása orvos. Aktív pályafutását befejezve Amerikába költözött praktizálni.

## Pályafutása

### Nemzeti játékvezetés
1991-ben lett az II. Liga, 1995-ben az I. Bundesliga játékvezetője. Az aktív nemzeti játékvezetéstől 2010-ben vonult vissza. Második ligás mérkőzéseinek száma: 113. Első ligás mérkőzéseinek száma: 174.

#### Nemzeti kupamérkőzések
Vezetett Kupa-döntők száma: 1.

##### DFB Kupa
| Időpont          | Helyszín                 | Mérkőzés típusa | Mérkőzés                             | Eredmény | Nézők száma |
| ---------------- | ------------------------ | --------------- | ------------------------------------ | -------- | ----------- |
| 2009. május 30.. | Olimpiai Stadion, Berlin | döntő           | Bayer 04 Leverkusen–SV Werder Bremen | 0 : 1    | 72 954      |

### Nemzetközi játékvezetés
A Német labdarúgó-szövetség Játékvezető Bizottsága (JB) terjesztette fel nemzetközi játékvezetőnek, a Nemzetközi Labdarúgó-szövetség (FIFA) 2000-től tartotta nyilván bírói keretében. Több nemzetek közötti válogatott és klubmérkőzést vezetett. FIFA JB besorolás szerint második kategóriás bíró. A német nemzetközi játékvezetők rangsorában, a világbajnokság-Európa-bajnokság sorrendjében többedmagával a 28. helyet foglalja el 2 találkozó szolgálatával. 2004-ben a  Dél-koreai labdarúgó-szövetség felkérésére a K-Leagueben több mérkőzést vezethetett.
Az aktív nemzetközi játékvezetéstől 2008-ban búcsúzott. Amerikában felkérték, hogy a  Major League Soccer (MLS) versenyében vezessen mérkőzéseket.
Válogatott mérkőzéseinek száma: 4

#### Európa-bajnokság
Az európai-labdarúgó torna döntőjéhez vezető úton Portugáliába a XII., a 2004-es labdarúgó-Európa-bajnokságra és Ausztriába és Svájcba a XIII., a 2008-as labdarúgó-Európa-bajnokságra az UEFA JB játékvezetőként foglalkoztatta.

##### 2004-es labdarúgó-Európa-bajnokság

###### Selejtező mérkőzés
| Időpont           | Helyszín                       | Mérkőzés típusa           | Mérkőzés                    | Eredmény | Nézők száma |
| ----------------- | ------------------------------ | ------------------------- | --------------------------- | -------- | ----------- |
| 2002. október 16. | Na Stínadlech Stadion, Teplice | előselejtező (3. csoport) | Csehország–Fehéroroszország | 2 : 2    | 12 850      |

##### 2008-as labdarúgó-Európa-bajnokság

###### Selejtező mérkőzés
| Időpont           | Helyszín                      | Mérkőzés típusa           | Mérkőzés                | Eredmény | Nézők száma |
| ----------------- | ----------------------------- | ------------------------- | ----------------------- | -------- | ----------- |
| 2006. október 11. | Windsor Park Stadion, Belfast | előselejtező (F. csoport) | Észak-Írország–Litvánia | 1 : 0    | 14 500      |

## Magyar vonatkozás
| Időpont             | Helyszín                        | Mérkőzés típusa          | Mérkőzés                   | Eredmény | Nézők száma |
| ------------------- | ------------------------------- | ------------------------ | -------------------------- | -------- | ----------- |
| 2002. augusztus 21. | Puskás Ferenc Stadion, Budapest | 764. válogatott mérkőzés | Magyarország–Spanyolország | 1 : 1    | 20 000      |